# Georg Habich
Georg Habich (* 24. Juni 1868 in Darmstadt; † 6. Dezember 1932 in München) war ein deutscher Numismatiker, Kunsthistoriker und Direktor der Staatlichen Münzsammlung München.

## Leben
Nach dem Schulbesuch in Darmstadt studierte Habich an den Universitäten in Bonn und München Philologie, Klassische Archäologie und Kunstgeschichte. Während des Studiums wurde er Mitglied des Philologischen Vereins Bonn im Naumburger Kartellverband. Nach seiner Promotion bei Heinrich Brunn im Jahr 1894 mit der Arbeit Die Amazonengruppe des Attalischen Weihgeschenks wurde er Assistent am damaligen Königlichen Münzkabinett zu München. Von 1907 bis zu seinem Tod 1932 war er Direktor des Münzkabinetts. In der Amtszeit Habichs wurde der Bestand der Münzsammlung vor allem durch Renaissance-Medaillen und -Plaketten erweitert.
Seit 1910 war Habich außerordentliches und ab 1920 ordentliches Mitglied der Bayerischen Akademie der Wissenschaften.

## Veröffentlichungen (Auswahl)
- Die deutschen Medailleure des XVI. Jahrhunderts. A. Riechmann, Halle a. d. Saale 1916 (Digitalisat)
- Die Medaillen der italienischen Renaissance. 1922.
- Die deutschen Schaumünzen des XVI. Jahrhunderts. 4 Bände, 1929–1934.